# Коган-Шац Матвій Борисович
Матві́й Бори́сович Коган-Шац (нар. 25 жовтня (7 листопада) 1911 (за іншими даними 6 листопада того ж року), Могилів-Подільський — 21 серпня 1989, Київ) — радянський, український художник-живописець. Член Спілки художників СРСР (1946).

## Біографія
Батько, Борис Коган, був актором невеликого театру на Поділлі, взяв сценічне ім'я Коган-Шац (Шац — абревіатура від «Галеах цібур» — посланець громади).
У швидкому часі після народження Матвія родина з його трьома братами перебралася до Одеси. Ще до початку навчання художник підпрацьовував декоратором у театрі. Поступив до Одеського художнього інституту, який у швидкому часі об'єднали з Київським. 1939 року закінчив Київський художній інститут, педагогами були Павло Волокидін та Олексій Шовкуненко.
Жив та працював у Києві, творив переважно в пейзажному напрямі.
У виставках брав участь з 1939 року, і в закордонних — Італія, Франція, Югославія (1968), Японія (1970).
Учасник Другої світової війни, лейтенант інтендантської служби, служив художником при штабі 20-ї армії. Ледве встиг вибратися 1941-го з Орла — за 15 хв. до зайняття міста нацистами.
Після демобілізації повернувся до Києва, на початках жив із родиною у підвалі. 1947 року прийнятий до Спілки художників СРСР, майже одразу на нього заведено справу, його як «декадента і чорнителя радянської влади» зарахували до «сосюрівців» — у пейзажах Когана «не зображалася індустріальна та аграрна дійсність». Однак в 1950-х, під час боротьби із «безродним космополітизмом» «сосюрівця» Когана вже не чіпали.

### Родина
- Син: Коган Борис Матвійович (28.06.1950, Київ) — живописець, графік. Член НСХУ (1984).

## Творчість
Протягом усього періоду творчої діяльності Коган-Шац писав ландшафти, причому без слідів індустріальної та аграрної діяльності людини. Проте йому постійно заважали, рекомендували, що саме писати, і які об'єкти комуністичної забудови зображувати. Саме тому більшість робіт Матвія Борисовича були так званими «халтурками». Художникові давали «шедеври» для тиражування. Тут — жодної фантазії, тільки добросовісне копіювання з оригіналу. Така історія була з картиною Рилова «Зелений шум». Це був стандарт. Потрібно було дублювати картину, щоб потім розвісити по всій країні. І Матвієві Когану-Шацу доводилося це слухняно виконувати. Були випадки, сповнені справжнього драматизму. Як пише Ігор Шаров, 1951 року: «Матвій Борисович отримав замовлення на термінове виготовлення величезного портрета вождя (Сталіна або Молотова) для демонстрації трудящим. Художник працював разом із двома студентами художнього інституту. Працювали цілодобово, але полотно ніяк не висихало. Коли ж вони спробували висушити картину лампою, то пропалили обличчя вождя. За це митця ледь не виключили зі Спілки художників».
Роботи представлені в Національному художньому музеї України, Бердянському, Миколаївському, Полтавському художніх, Алупкинському палаці-музеї, Зібранні (колекції) образотворчого мистецтва Градобанку.

## Вибрані твори
- «Ранок на Дніпрі» (1947)
- «Осінь» (1962)
- «Серпнева спека» (1962)
- «На Тарасовій горі» (1964)
- «Травневий дощ» (1968)
- «Березень» (1973)

## Увічнення пам'яті
В січні 2018 року в Національному музеї «Київська картинна галерея» відбулася виставка живопису сучасних українських художників Світлани та Костянтина Шаповалових «Кольорові спогади», присвячена пам'яті Матвія Когана-Шаца. Майже всі представлені роботи написані за мотивами тих картин Матвія Борисовича, які були вивезені за межі України до приватних колекцій і вже недосяжні до вільного перегляду.